# Артур Брунхарт
Артур Брунхарт (нім. Arthur Brunhart, 23 січня 1952) — ліхтенштейнський історик та політик. Колишній депутат парламенту Ліхтенштейну у 2005—2013 роках; з 2009 по 2013 рік був спікером Ландтагу.

## Біографія
Артур Брунхарт ріс разом із сімома братами та сестрами у Бальцерсі. Він вивчав історію та антропологію в Університеті Фрайбурга. Після роботи науковим співробітником університету, отримав стипендію для досліджень, які проводив у Римі, Дубліні, Лондоні та Парижі. Нині працює істориком, дослідником у Національному музеї Ліхтенштейну. Він є заступником директора музею та керівником Історичного словника.
З 2005 по 2013 рік Брунхарт представляв партію Патріотичний союз у парламенті Князівства Ліхтенштейн. Як депутат він обіймав з 2005 по 2008 роки посаду голови комісії ЄЕП у парламенті. З 2009 року він був головою делегації Парламентської комісії по Боденському озеру та очолював Комітет із закордонних справ. На муніципальних виборах 2011 року Артур Брунхарт був обраний міським головою свого рідного міста Бальцерс. У парламентських виборах, які проходили у лютому 2013 року, участі не брав.
Вдівець, має трьох дочок.